# Escoussens
Escoussens ist eine französische Gemeinde mit 611 Einwohnern (Stand: 1. Januar 2022) im Département Tarn in der Region Okzitanien. Sie gehört zum Arrondissement Castres und ist Teil des Kantons La Montagne noire (bis 2015: Kanton Labruguière). Die Einwohner werden Escoussentois (auch: Escarsentois) genannt.

## Geografie
Escoussens liegt etwa elf Kilometer südsüdwestlich von Castres in der Montagne Noire am Fluss Bernazobre. Hier entspringt auch der Rougeanne. Umgeben wird Escoussens von den Nachbargemeinden Saint-Affrique-les-Montagnes im Norden, Labruguière im Osten und Nordosten, Laprade im Süden und Südosten, Arfons im Süden und Südwesten sowie Verdalle im Westen.

## Bevölkerungsentwicklung
| Jahr                      | 1962 | 1968 | 1975 | 1982 | 1990 | 1999 | 2006 | 2012 |
| Einwohner                 | 404  | 468  | 405  | 425  | 413  | 526  | 618  | 645  |
| Quelle: Cassini und INSEE |      |      |      |      |      |      |      |      |

## Sehenswürdigkeiten
- Kirche aus dem 16. Jahrhundert